# Vojtěch Frič (producent)
Vojtěch Frič (* 8. ledna 1980 Praha) je český střihač a filmový producent.

## Život a dílo
Narodil se ve filmařské rodině,[zdroj?] ale vystudoval marketing. V 15 letech začal pracovat jako střihač v TV a reklamě. V roce 2005 pak založil vlastní produkci, která postupem času z TV, reklamní a postprodukční práce přešla i k vlastním filmům. V letech 2011–2016 byl členem představenstva APA – Asociace producentů v audiovizi.[zdroj?]
V roce 2007 získal za spot Uroše Trefalta na ČT+ ocenění Silever PROMAX/BDA v Berlíně, v roce 2012 pak nominaci s Lukášem Veverkou na PROMAX/BDA v Paříži za rebrand TV ÓČKO. Má několik reklamních ocenění Louskáček a Zlatá Pecka. Film Krásno získal jednu Cenu filmové kritiky a ze tří nominací na Českého lva proměnil také jednu. Film Já, Olga Hepnarová proměnil z šesti nominací na Cenu filmové kritiky čtyři. Na Českého lva byl tento film nominován v osmi kategoriích a získal cenu za filmový plakát a za hlavní i vedlejší ženskou roli. Film získal celkem 25 cen, byl distribuován ve 40 zemích a promítán na více než 100 festivalech po celém světě. V roce 2021 měl v premiéru film Patrika Hartla Prvok, Šampón, Tečka a Karel, který se stal nejnavštěvovanějším filmem roku 2021. V roce 2022 pak na mezinárodním filmovém festivalu Karlovy Vary byl uveden v hlavní soutěži snímek Slovo, režie Beata Parkanová. Film získal dvě ceny mezinárodní poroty – za režii a mužský herecký výkon (Martin Finger).
Frič příležitostně publikuje a přednáší. Má dvě dcery.[zdroj?]

## Filmy
- Krásno, 2014 – režie Ondřej Sokol, producent a střihač
- Zakázané uvolnění, 2014 – režie Jan Hřebejk, producent
- Já, Olga Hepnarová, 2016 – režie Tomáš Weinreb a Petr Kazda, producent, střihač. Film měl světovou premiéru jako Opening Film sekce PANORAMA na Berlinale 2016,[2] účast na dalších více než 100 festivalech v roce 2016 a 2017 (Hongkong, Bozar, Goteborg, Haifa, Sevilla, Goa, Krakov, Trieste a další), kde posbíral včetně ČR přes 25 cen: Vilnius, Sofia, Minsk, Košice, Metz a další.[3]
- Řachanda, 2016 – režie Marta Ferencová, pohádka, producent, střihač
- Prázdniny v Provence, 2016 – režie Vladimír Michálek, producent
- Backstage, 2018 – režie Andrea Sedláčková, producent
- LOVEní, 2019 – režie Karel Janák, producent, střihač
- Tichý společník, 2021, režie Pavel Goebl, koproducent
- Prvok, Šampón, Tečka a Karel, 2021, režie Patrik Hart, producent
- Hádkovi, 2022, režie Vojtěch Moravec, producent
- Slovo, 2022, režie Beata Parkanová, producent
- Onemanshow: the movie, 2023,režie Andy Fehu & Kazma, producent
- Čaroděj Kajtek, 2023, režie Magdalena Łazarkiewic, producent CZ
- Lítá v tom, 2023, režie Tomáš Dianiška, producent a střihač
- Světýlka, 2024, režie Beata Parkanová, producent